# Bahuśrutīya
La scuola buddista dei Bahuśrutīya fu una delle tarde ramificazioni dei Mahāsāṃghika, fondata da un colto maestro buddista, erudito nella tradizione buddista e quindi diventato noto come Bahuśrutīya. Attribuibili a questa scuola sono rimaste numerose iscrizioni ad Amarāvatī e a Nāgārjunikoṇḍa.
Nonostante siano comunemente inclusi nel gruppo dei Mahāsāṃghika, su molti punti la loro dottrina concorda con quella dei Sarvāstivādin. Caratteristiche dottrinali di questa scuola includono il ritenere gli insegnamenti del Buddha Śakyamuni sulla anityatā (transitorietà), dukkha (sofferenza), śūnya (inesistenza intrinseca degli oggetti), anātman (assenza dell'anima) e nirvāṇa (l'estasi ultima) come lokottara (sovramondani), al contrario degli altri suoi insegnamenti su altri temi, detti perciò laukika.
Ritenevano il sangha, la comunità monastica, al di là delle leggi terrene e concordavano in pieno e accettavano i cinque dogmi o proposizioni di Mahādeva, ossia che gli arahant:
1. siano esposti alle tentazioni;
2. abbiano un residuo di ignoranza;
3. abbiano dubbi riguardo a certe cose;
4. conseguano la conoscenza con l'aiuto di altri;
5. conseguano il frutto del sentiero con un'esclamazione[1].

Come i Mahāyāna credevano nell'esistenza di due tipi di verità: saṃvṛti (convenzionale) e paramārtha (assoluta).  Lo studioso del Ⅵ sec. Paramārtha considera questa scuola aver avuto un ruolo rilevante nell'aver riconciliato i due sistemi principali del budhismo, ossia lo Śrāvakayāna e il Mahāyāna. Il bahuśrutīya è infatti detto aver agito come «ponte tra le scuole ortodossa e quella Mahāyāna», e il Satyasiddhiśāstra è considerato il suo trattato dottrinale principale.
Nella regione di Kṛṣṇa-Guntur, nell'attuale Andhra Pradesh, sono stati trovati reperti che testimoniano il fiorire di questa scuola nell'area insieme ai Mahīśāsaka ed altre, che operavano sotto il patrocinio dei membri della casa reale che regnava su quelle terre. Il suo nome compare ad esempio nelle iscrizioni dei pilastri G, G2 e G3 di Āyaka scoperti a Nāgārjunikoṇḍa, fatti erigere da Mahādevi Bhaṭṭideva, nuora del re Vāsiṣṭhiputra Bahubala Cāṃtamūla o Ehuvula Cāṃtamūla Ⅱ, figlio di Śrī Māṭhariputra Vīrapurīṣadata, che ascese al trono della dinastia Ikṣvāku nell'ultimo quarto del Ⅲ secolo d.C..